# Crematogaster curvispinosa
Crematogaster curvispinosa är en myrart som beskrevs av Mayr 1862. Crematogaster curvispinosa ingår i släktet Crematogaster och familjen myror.

## Underarter
Arten delas in i följande underarter:
- C. c. antillana
- C. c. curvispinosa
- C. c. kemalis
- C. c. obscura
- C. c. panamana

## Bildgalleri

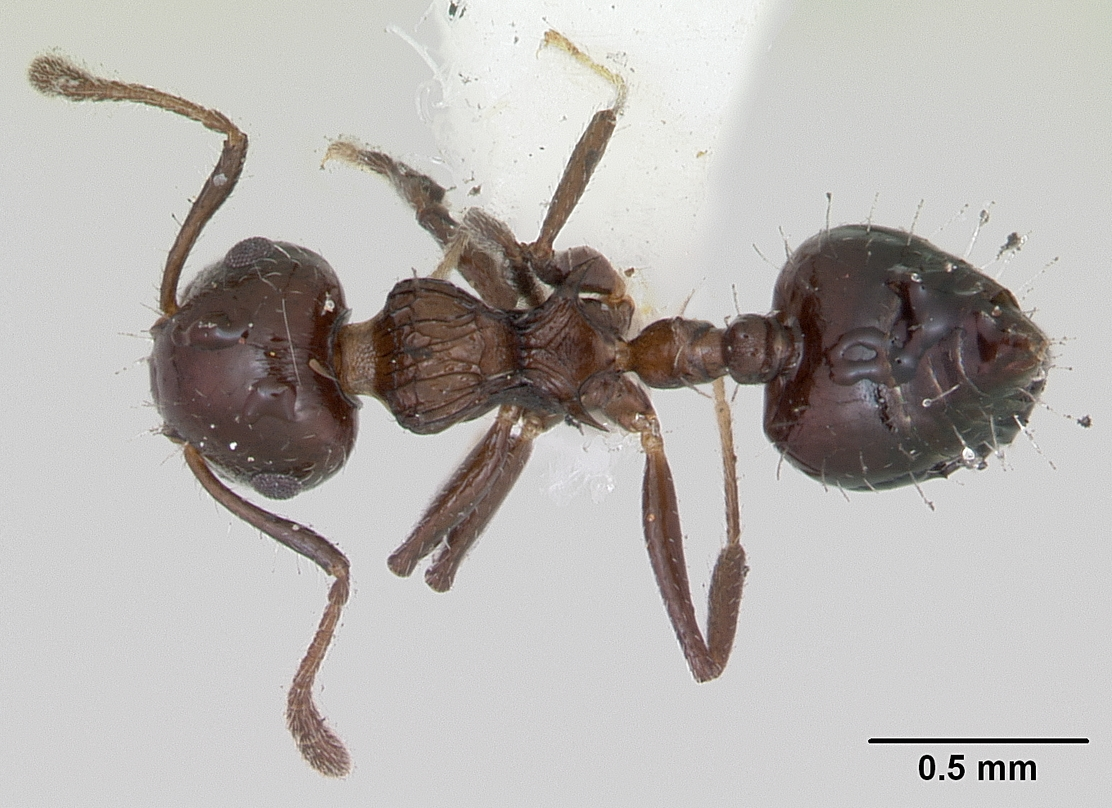
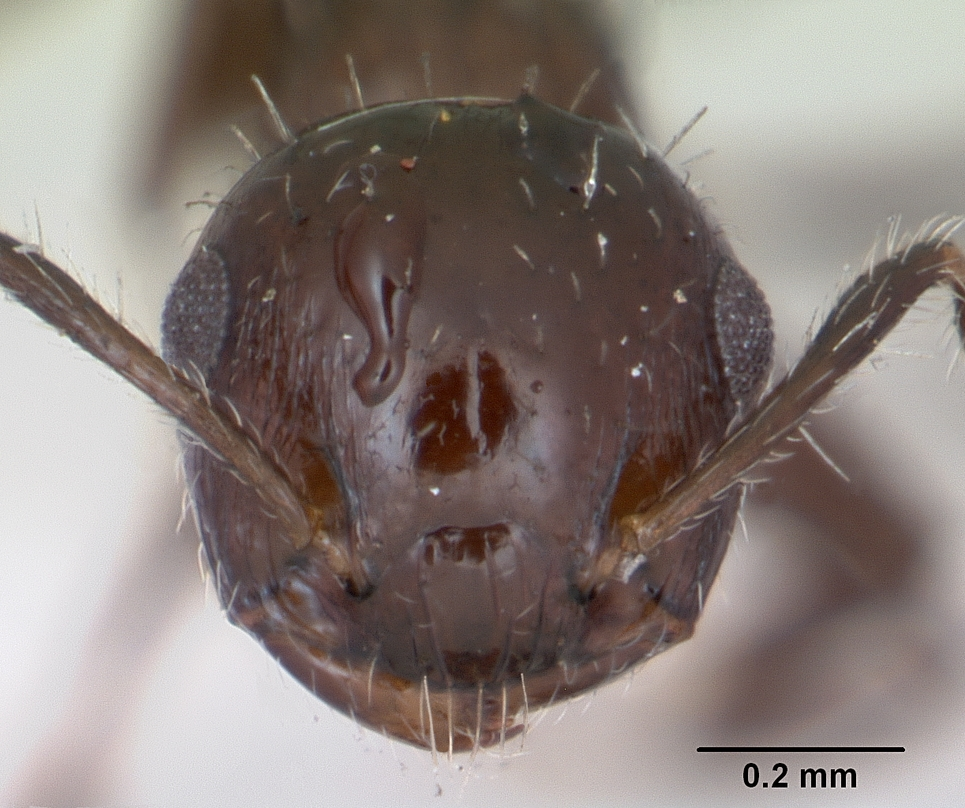
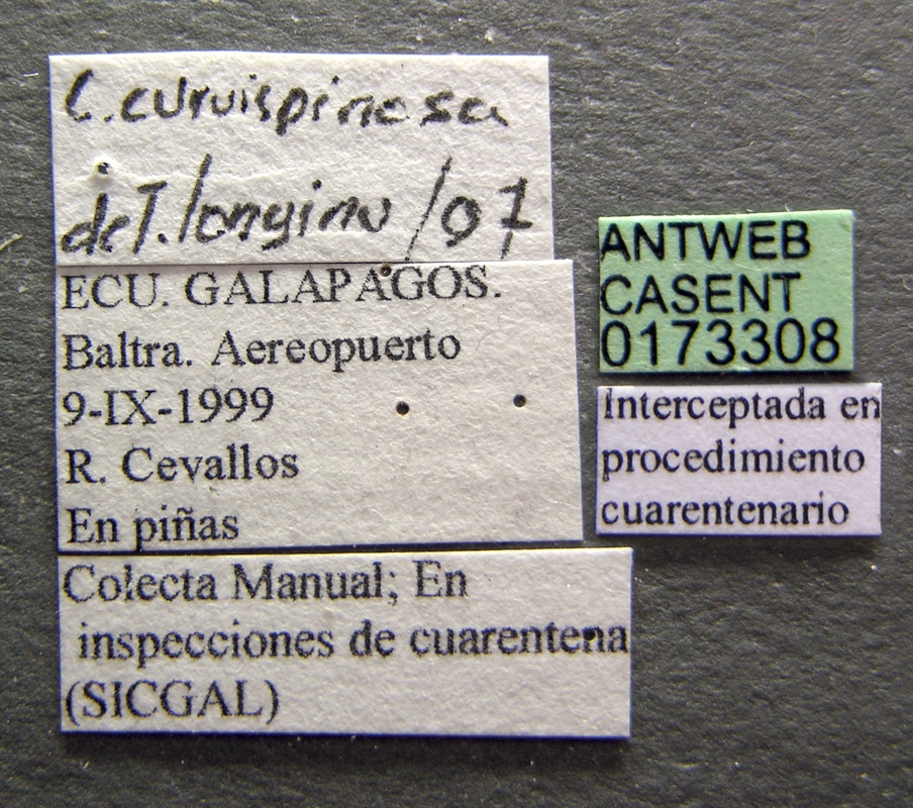
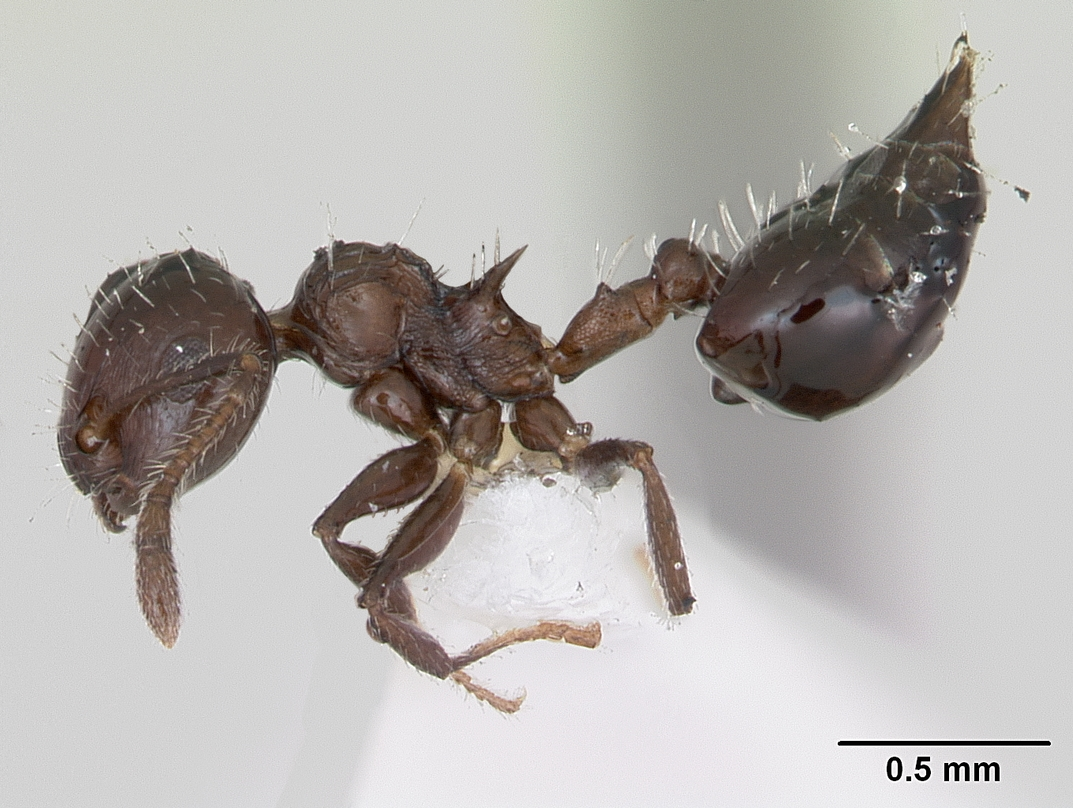
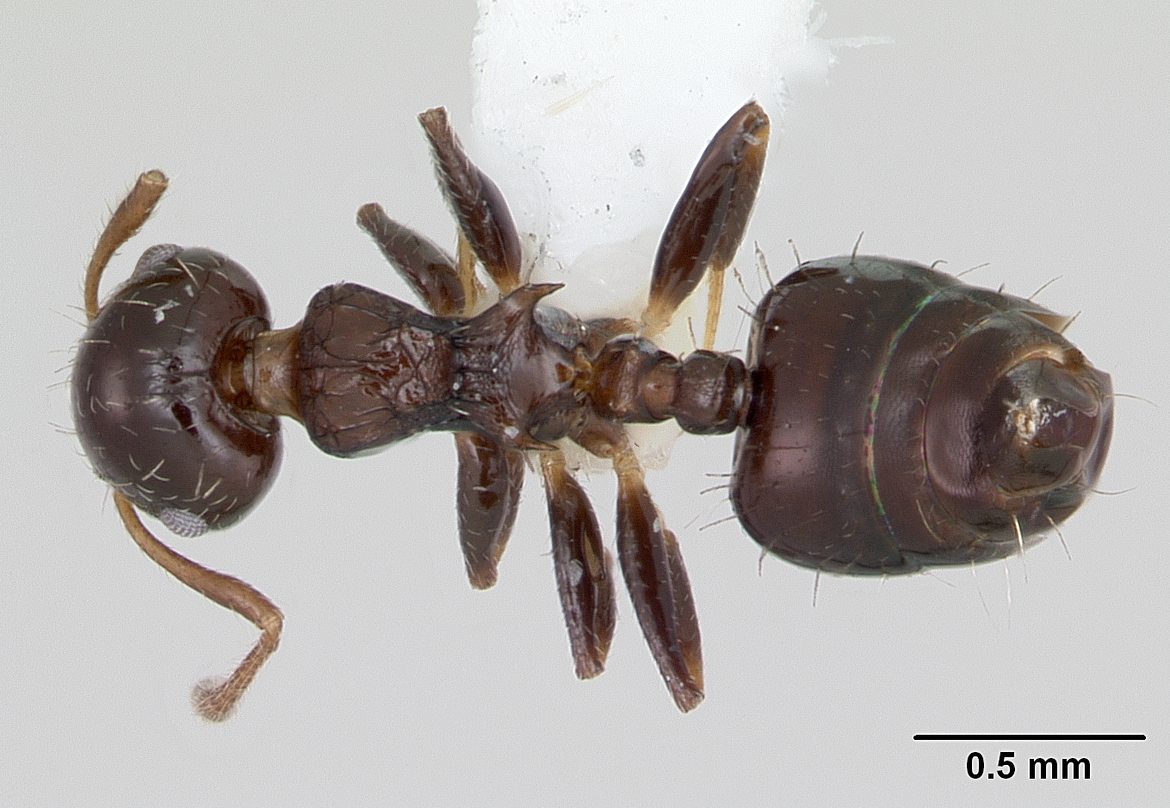
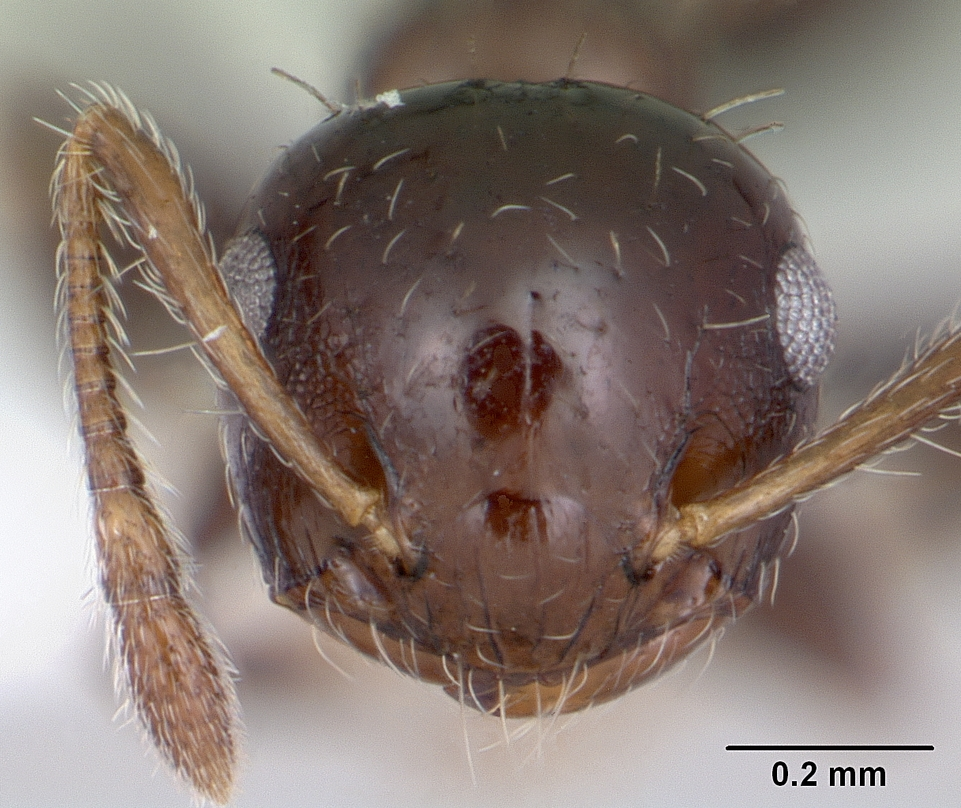